# Christian Drescher

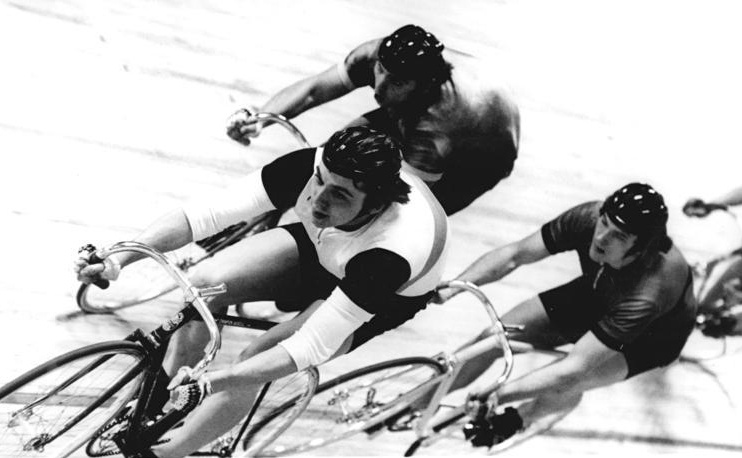
Christian Drescher (v.) bei den Berliner Winterbahnrennen

Christian Drescher (* 19. Januar 1958) ist ein ehemaliger deutscher Radrennfahrer und Sohn von Heinz Drescher, der in den 1950er Jahren ein erfolgreicher Sprinter im DDR-Radsport war.
Bei den UCI-Bahn-Weltmeisterschaften 1978 in München sowie bei der Bahn-WM im Jahr darauf in Amsterdam wurde Christian Drescher jeweils Dritter im Sprint der Amateure. Im gleichen Jahr siegte er im Sprint-Grand Prix der ČSSR in Brno vor Lutz Heßlich. 1981 belegte er beim Sprint-Klassiker Grand Prix de Paris Rang drei und 1983 Rang 2 hinter Lutz Heßlich. 1981 wurde er Dritter im Sprint der DDR-Meisterschaft. Bei der DDR Hallenmeisterschaft 1982 gewann er die Silbermedaille im Sprint, sowie 1977 und 1981 das Internationale Sprintturnier „Neun Trümpfe“ auf der Winterbahn in der Werner-Seelenbinder-Halle. 1984 wurde er Zweiter der Internationale Sprintermeisterschaft von Berlin.